# Jan Kanty Szeptycki
Jan Kanty Remigian Szeptycki (ur. 1 października 1836 w Przyłbicach, zm. 13 listopada 1912 tamże)  –  polski ziemianin, hrabia (tytuł otrzymany w 1871 roku), szambelan austriacki, poseł do Rady Państwa III i IV kadencji (1870–1873) oraz Sejmu Krajowego, mianowany członek dożywotny Izby Panów Rady Państwa (1911).

## Życiorys
Jego ojcem był Piotr Paweł Leopold Szeptycki z Przyłbic h. Szeptycki (1808–1843), a matką Róża Teresa Ewelina Kossecka z Kossocic h. Rawicz, dama orderu austriackiego Krzyża Gwiaździstego (1808–1888).
1 października 1861 jego żoną została Zofia Fredro – córka polskiego komediopisarza Aleksandra Fredry. Miał siedmiu synów. Pierworodny Stefan Kanty Aleksander (1862–1864) i Jerzy Piotr (1863–1880) zmarli w dzieciństwie. 
Dwóch było ziemianami:
- Aleksander Maria Dominik Szeptycki (1866–1940),
- Leon Józef Maria Szeptycki (1877–1939), mąż Jadwigi z Szembeków (1883-1939), również ziemianki, etnografki i archeologa amatora.

Jeden został wojskowym:
- Stanisław Maria Jan Szeptycki (1867-1950) – generał Armii Austro-Węgier i Wojska Polskiego.

Dwóch zostało zakonnikami:  
- Roman Aleksander Maria Szeptycki (1865–1944), jako ojciec Andrzej, bazylianin, późniejszy greckokatolicki arcybiskup metropolita lwowski
- Kazimierz Maria Szeptycki (1869–1951), jako ojciec Klemens, ihumen zakonu studytów, błogosławiony, odznaczony medalem Sprawiedliwy wśród Narodów Świata.

Jan Kanty Szeptycki był związany z ziemią krośnieńską jako właściciel Korczyny i Odrzykonia, które otrzymał w posagu  żony Zofii z  Fredrów. Przebywał często w Korczynie, w Krościenku i w Nowej Wsi.
W połowie 1895 został mianowany konserwatorem na obwód sanocki w sekcji II dla zabytków sztuki średniowiecznej.
Honorowy obywatel Jaworowa (1894) i Krakowa (1896). Od 1871 był Kawalerem Honorowym Maltańskim. W 1884 i 1903 odznaczony bawarskią kawalerią i komandorią Orderu św. Jerzego, a w 1898 austriackim Orderem Korony Żelaznej II klasy. 
Był właścicielem większej posiadłości ziemskiej Dziewiętniki. 
Zmarł 13 listopada 1912 w Przyłbicach i tam został pochowany.